# Шпессарт (Брольталь)
Шпессарт (нем. Spessart) — община в Германии, в земле Рейнланд-Пфальц.
Входит в состав района Арвайлер. Подчиняется управлению Брольталь. Население составляет 745 человек (на 31 декабря 2010 года). Занимает площадь 8,72 км².
Коммуна подразделяется на 3 сельских округа.